# Ashton Kutcher
Christopher Ashton Kutcher (* 7. února 1978 Cedar Rapids, Iowa) je americký herec, scenárista, televizní producent, investor a bývalý model.
Svoji kariéru začal jako model. K herectví se dostal v roli Michaela Kelsa v televizním seriálu Zlatá sedmdesátá, který byl vysílán po dobu osmi sezón. Filmový debut přišel s romantickou komedií Brzy to přijde a pozornost publika získal rolí Hele vole, kde mám káru? V roce 2003 hrál v romantických komediích Líbanky, Šílený rande a téhož roku na stanici MTV vytvořil, začal produkovat a moderovat pořad Napálené celebrity. V roce 2004 získal hlavní roli ve filmu Osudový dotek a získal přízeň diváků.
Následně hrál ve filmech Hádej kdo?, Něco jako láska, Hlavně nezávazně, Vrahouni a Samec. V roce 2011 získal roli Waldena Schmidta v sitcomu stanice CBS Dva a půl chlapa, v němž vystřídal Charlieho Sheena. V roce 2013 pak ztvárnil Steva Jobse ve filmu jOBS.

## Životopis
Narodil se v Cedar Rapids v Iowě. Je synem Diane (rozené Finnegan, jejíž babička Leona Alice Koenighain rozená Kutcher byla vnučkou Jana Kučery) a Larryho M. Kutchera. Má české, irské a německé kořeny. Má starší sestru Taushu a dvojče, bratra Michaela, který, když byl malý kluk, podstoupil transplantaci srdce. Také trpí dětskou mozkovou obrnou a je tváří organizace Reaching for the Stars.
Navštěvoval Washington High School v Cedar Rapids. Po ukončení druhého ročníku se jeho rodina přestěhovala do Homesteadu v Iowě a tak přestoupil na Clear Creek Amana High School. Během studia se začal zajímat o herectví a objevil se v několika školních hrách. V 16 letech se jeho rodiče rozvedli. Během posledního ročníku se se svým bratrancem vloupal do školy, byli zadrženi a Ashton dostal tříletou podmínku a 180 hodin komunitních prací.
V roce 1996 nastoupil na University of Iowa, kde plánoval získat titul z biologie, aby mohl najít lék na pomoc svému bratrovi. Během studia byl v baru objeven modelingovým skautem a byl rekrutován do modelingové soutěže „Frest Faces of Iowa“. S prvním místem v soutěži vyhrál výlet do New York City do International Modeling and Talent Association (IMTA). Opustil tedy univerzitu. Z New Yorku se vrátil zpátky do Cedar Rapids a poté se odstěhoval do Los Angeles, aby se mohl věnovat herectví.

## Kariéra

### Modeling
Po účasti v soutěži IMTA v roce 1998, Kutcher podepsal smlouvu s další modelingovou agenturou v New Yorku, objevil se v reklamách pro Calvina Kleina a pracoval v Paříži a v Miláně.

### Film
Po svém úspěchu v modelingu se přestěhoval do Los Angeles, kde byl hned po prvním konkurzu obsazen do role Michaela Kelsa v sitcomu Zlatá sedmdesátá, který měl osm sérií. Neúspěšně se ucházel o roli Dannyho Walkera ve filmu Pearl Harbor (2001) (nahrazen Joshem Hartnettem). Byl obsazen do několika filmů: Hele vole, kde mám káru? (2000), Líbánky (2003) a Hádej kdo? (2005). V roce 2003 hrál v rodinném filmu Dvanáct do tuctu. V roce 2004 vystoupil v hlavní roli v dramatickém filmu Osudový dotek, film získal negativní kritiku, ale skvělé tržby. V roce 2003 se stal tvůrcem, producentem a moderátorem show Napálené celebrity, která běžela na stanici MTV. Stal se exkluzivním producentem několika dalších show Krásky a šprti, Adventures in Hollywood, The Real Wedding Crashers a Opportunity Knocks. Spoustu projektů produkoval skrz produkční společnost Katalys Films, kterou vytvořil s Jasonem Goldbergem.
V roce 2010 produkoval a hrál v akční komedii Vrahouni, ve které hrál nájemného vraha. V květnu 2011 bylo oznámeno, že nahradí Charlieho Sheena v seriálu Dva a půl chlapa. Jeho premiéru v seriálu v epizodě „Nice to Meet You, Walden Smidt“ sledovalo 28,7 milionů diváků.

### Investice
Je úspěšným investorem. Investoval například do Skypu, Foursquare, Airbnb, Path a Fab.com.
Je spoluzakladatelem filmy A-Grade Investments. 29. října 2013 společnost Lenovo oznámila, že najala Kutchera jako produkčního inženýra.
Investoval do italské restaurace Dolce (vlastníci jsou Danny Masterson a Wilmer Valderrama) a do japonské restaurace Geisha House.

### Ostatní projekty
V roce 2009 založil spolu s Demi Moore mezinárodní organizaci na ochranu lidských práv, DNA Foundation, později známou jako Thorn, pracuje na řešeních proti pohlavnímu vykořisťování dětí a proti šíření dětské pornografie po celém světě.

## Vztahy
Kutcher začal chodit s herečkou Demi Moore, svatbu měli dne 24. září 2005 na soukromé ceremonii, vedené rabínem v Kabbalah Center. Zúčastnilo se asi 150 blízkých přátel a rodina páru, včetně Bruce Willise, exmanžela Mooreové. Dne 17. listopadu 2011 Moore vydala prohlášení, v němž oznámila svůj úmysl ukončit své manželství s Kutcherem. Po více než roce odloučení podal Kutcher žádost o rozvod. Dne 27. listopadu 2013 byl rozvod dokončený.
V dubnu 2012 začal chodit se svou bývalou kolegyní Milou Kunis ze seriálu Zlatá sedmdesátá. V únoru 2014 bylo oznámeno, že se pár zasnoubil.
Dne 1. října 2014 se jim narodila dcera Wyatt Isabelle Kutcher.
V červnu 2016 potvrdili, že čekají druhé dítě. Syn Dimitri Portwood Kutcher se narodil 30. listopadu 2016.

## Filmografie
| Rok  | Název                       | Role                 | Poznámky |
| ---- | --------------------------- | -------------------- | --- |
| 1999 | Brzy to přijde              | Louie                | |
| 2000 | Zůstaň se mnou              | Jim Morrison         | |
| 2000 | Hele vole, kde mám káru?    | Jesse Montgomery III | Nominace – Las Vegas Film Critics Society Award v kategorii Nejlepší mužský nováček Nominace – Filmová cena MTV v kategorii Průlomové mužské vystoupení Nominace – Teen Choice Awards v kategorii Nejlepší filmový herec, Nejlepší chemie                              |
| 2000 | Falešná hra                 | Kluk na vysoké       | |
| 2001 | Texas Rangers               | George Durham        | |
| 2003 | Dvanáct do tuctu            | Hank                 | Nominace – Teen Choice Award v kategorii Nejlepší záchvat, Nejlepší polibek (s Piper Perabo) Nominace – Zlatá malina v kategorii Nejhorší herec |
| 2003 | Šílený rande                | Tom Stansfield       | Nominace – Zlatá malina v kategorii Nejhorší filmový pár (s Tarou Reid) |
| 2003 | Líbánky                     | Tom Leezak           | Nominace – Teen Choice Award v kategorii Nejlepší polibek, Nejlepší záchvat, Nejlepší filmový herec – komedie Nominace – Zlatá malina v kategorii Nejhorší filmový pár (s Brittany Murphy) Nominace – Kid's Choice Award v kategorii Nejlepší filmový herec            |
| 2004 | Osudový dotek               | Evan Treborn         | |
| 2005 | Hádej kdo?                  | Simon Green          | Teen Choice Award v kategorii Nejlepší filmová rvačka (s Berniem Macem), Nejlepší filmový lhář, Nejlepší filmový tanec (s Bernie Macem), Nejlepší filmová chemie (s Berniem Macem), Nejlepší záchvat, Nejlepší filmový trapas (s Bernie Macem), Nejlepší filmový herec |
| 2005 | Něco jako láska             | Oliver Martin        | Teen Choice Award v kategorii Nejlepší Rockstar moment |
| 2006 | Záchranáři                  | Jake Fisher          | Nominace – Teen Choice Award v kategorii Nejlepší filmový herec v dramatu |
| 2006 | Atentát v Ambassadoru       | Fisher               | Hollywood Film Award v kategorii Obsazení roku Nominace – Critics Choice Award v kategorii Nejlepší obsazení Nominace – Screen Actors Guild Award v kategorii Nejlepší obsazení ve filmu                                                                               |
| 2006 | Lovecká sezóna              | Elliot (hlas)        | Nominace – Kid's Choice Award v kategorii Nejlepší hlas v animovaném filmu |
| 2009 | Samec                       | Nikki                | |
| 2009 | Mejdan v Las Vegas          | Jack                 | Teen Choice Award v kategorii Nejlepší herec v romantické komedii |
| 2010 | Vrahouni                    | Spencer Aimes        | Teen Choice Award v kategorii Nejlepší herec v komedii Zlatá malina v kategorii Nejhorší herec |
| 2010 | Na sv. Valentýna            | Reed Bennett         | Teen Choice Award v kategorii Nejlepší herec v romantické komedii Zlatá malina v kategorii Nejhorší herec |
| 2011 | Hlavně nezávazně            | Adam                 | Teen Choice Award v kategorii Nejlepší herec v romantické komedii Nominace – Filmová cena MTV v kategorii Nejlepší komediální vystoupení |
| 2013 | jOBS                        | Steve Jobs           | Nominace – Zlatá malina v kategorii Nejhorší herec |
| 2014 | Annie                       | Simon Goodspeed      | cameo |
| 2014 | The Man Who Saved the World | Sám sebe             | dokument |
| 2018 | The Long Home               | Nathan Winer, Sr.    | |

| Rok          | Název              | Role               | Poznámky |
| ------------ | ------------------ | ------------------ | --- |
| 1998–2006    | Zlatá sedmdesátá   | Michael Kelso      | 184 epizod hlavní role (1.–7. řada), vedlejší role (8. řada) Teen Choice Award v kategorii Nejlepší seriálový herec Teen Choice Award v kategorii Nejlepší seriálový herec – komedie Nominace – Young Artist Award v kategorii Nejlepší obsazení v TV seriálu Nominace – Young Artist Award v kategorii Nejlepší herec ve vedlejší roli v TV seriálu Nominace – Teen Choice Award v kategorii Nejlepší seriálový herec, Nejlepší seriálový herec v komedii Nominace – Kid's Choice Award v kategorii Nejlepší seriálový herec (2004–06) |
| 2001         | Třeba mě sežer     | Dean Cassidy       | díl: „Mayas and Tigers and Deans, Oh My“ |
| 2002         | S dětma na krku    | Bratranec Scott    | díl: „Dust in the Wind“ |
| 2003-07,2012 | Napálené celebrity | sám sebe           | tvůrce, producent, moderátor 2003: Teen Choice Award v kategorii Nejlepší Reality Hunk, Nejlepší moderátor reality-show 2004: Teen Choice Award v kategorii Nejlepší televizní osobnost, Nejlepší hvězda reality-show 2005: Teen Choice Award v kategorii Nejlepší televizní mužská osobnost 2006: Teen Choice Award v kategorii Nejlepší televizní osobnost |
| 2005         | Robot Chicken      | více postav (hlas) | 3 díly |
| 2008         | Miss Guided        | Beaux              | díl: „Hot Sub“ |
| 2011-15      | Dva a půl chlapa   | Walden Schmidt     | 85 dílů hlavní role (9.–12. řada) Nominace – Teen Choice Award v kategorii Nejlepší seriálový herec v komedii (2012, 2013, 2014) |
| 2013         | Muži sobě          | Eric               | díl: „Long Distance Tyler“ |
| 2016         | Griffinovi         | Sám sebe (hlas)    | díl: „Candy, Quahog, Marshmallow" |
| 2016–dosud   | The Ranch          | Colt               | hlavní role, původní seriál Netflixu |
| 2017         | The Bachelorette   | sám sebe           | díl: 139 |

| Rok           | Název                     | Role              | Poznámky |
| ------------- | ------------------------- | ----------------- | -------- |
| 2003-07, 2012 | Napálené celebrity        | výkonný producent |          |
| 2003          | Šílený rande              | producent         |          |
| 2003          | Osudový dotek             | výkonný producent | 8 dílů   |
| 2005-08       | Krásky a šprti            | výkonný producent | 48 dílů  |
| 2007          | Adventures in Hollyhood   | výkonný producent | 8 dílů   |
| 2007          | Miss Guided               | výkonný producent | 7 dílů   |
| 2007          | Game Show in My Head      | výkonný producent | 8 dílů   |
| 2007          | The Real Wedding Crashers | výkonný producent | 7 dílů   |
| 2007          | Room 401                  | výkonný producent | 8 dílů   |
| 2008          | Pop Fiction               | výkonný producent | 1 díl    |
| 2008-09       | Opportunity Knocks        | výkonný producent | 3 díly   |
| 2009          | True Beauty               | výkonný producent | 4 díly   |
| 2009          | The Beautiful Life        | výkonný producent | 5 dílů   |
| 2009          | Samec                     | výkonný producent |          |
| 2010          | Vrahouni                  | výkonný producent |          |
| 2012-13       | Rituals                   | výkonný producent | 3 díly   |
| 2013          | Forever Young             | výkonný producent | 6 dílů   |